# Euphonia anneae
Euphonia anneae là một loài chim trong họ Fringillidae.